# Calixthe Beyala
Calixthe Beyala, född 1961 i Douala i Kamerun, är en franskspråkig författare. Hon är verksam i Frankrike, där hon debuterade 1987.
Bland hennes mer uppmärksammade böcker finns Ännu talar träden (svensk översättning 2003) och Vår förlorade heder från 1996 (svensk översättning 2004). För den senare fick hon Franska akademins stora romanpris (Grand Prix du roman de l'Académie française).

## Biografi
Beyala föddes i ett fattigt område i Douala, som den sjätte av totalt 12 barn i en kamerunesisk familj. Hennes föräldrar separerade kort efter hennes födelse, och därefter återsåg hon sin far först som 16-åring. Fadern var av bamileke-börd, från den västra delen av landet, medan modern tillhörde béti-folket.
Hon och hennes äldre helsyster (de övriga syskonen är halvsyskon) togs därefter om hand av deras mormor. Mormodern hade en gång flyttat från sin by i östra delen av landet till storstaden Douala, med målsättningen att finna ett bättre liv. Calixthes mor var den enda flickan i sin egen syskonskara som fick chansen att lära sig läsa och skriva. Systern offrade därefter sina egna studiemöjligheter till förmån för Calixthe, genom att delfinansiera sin systers fortsatta skolgång genom arbete som maniokförsäljare. De båda systrarna tillbringade sin uppväxt i New-Bell, en kåkstad i Douala, långt från deras biologiska mor som startat ett nytt liv tillsammans med en ny make i Centralafrikanska republiken. Beyala gick i grundskola i kåkstaden och fortsatte med gymnasiestudier i Douala, med inriktning på ekonomi och chefssekreterare.

### Emigration, tidig karriär
Vid 17 års ålder emigrerade Calixthe Beyala till Frankrike, efter att hon gift sig med en diplomat. I det nya landet kunde hon avsluta sina gymnasiestudier och därefter inleda universitetsstudier i modern fransk litteratur. Efter att paret i några års tid omväxlande bott på Korsika och i sydspanska Málaga, flyttade man 1985 till Paris (Belleville). Då hade Beyala året före blivit snabbaste kvinna i stadens maratonlopp.
Efter sex års äktenskap separerade paret, med Beyala som mor till sonen Edwin – numera bankanställd. Hon träffade en ny man, som en dag tröttnade på att höra henne tjata om att hon skulle vilja skriva. Han placerade ett tomt papper framför henne och bad henne att börja skriva, med önskemålet att få läsa den första sidan av berättelsen redan samma kväll.
Från detta papper växte Calixthe Beyalas första roman fram – C'est le soleil qui m'a brûlée ('Det var solen som brände mig'). Historien, som gavs ut 1987 på förlaget Stock, handlar om kvinnans öde och kampen mot våldet. Boken blev en stor kritikerframgång och etablerade direkt Beyala på den franska författarscenen. Året efter kom Tu t'appelleras Tanga ('Du kommer att heta Tanga'), en bok tillägnad hennes son, följd 1990 av Seul le Diable le savait ('Bara Djävulen kände till det'). De här tre tidiga romanerna visar fram tankarna hos kvinnan i den afrikanska kåkstaden. 1990 föddes även hennes andra barn, sonen Lou Cosima som numera verkar som jurist och journalist.

### 1990-talet
I sin hemmiljö i den parisiska förorten blev Beyala vittne till många afrikanska invandrares svårigheter att integrera sig i det franska samhället. I den andan skrevs hennes Le Petit prince de Belleville (1992, 'Den lille prinsen i Belleville') och året efter Maman a un amant ('Mamma har en älskare'); den sistnämnda boken förlänade henne Grand Prix Littéraire de l'Afrique noire. Båda böckerna kom ut på Albin Michel, där hon fram till idag fortsatt att låta förlägga sina böcker. Medan Beyalas tre första böcker var skrivna ur en vuxens perspektiv, kom diptyken 1992–1993 att formuleras utifrån ett barns ögonhöjd.
1994 års Assèze l'Africaine belönades bland annat med pris från Académie française. Undersökningarna av de kvinnliga livsvillkoren fortsatte året därpå via Lettre d’une Africaine à ses sœurs occidentales ('Brev från en afrikanska till sina systrar i väst'), Beyalas första essä.
Därefter inleddes en period av politisk verksamhet. Hon ställde upp på en vänsterlista i 1996 års kommunval, i sitt 20:e parisiska arrondissement. Samma år anklagades dock Beyala för plagiat, på grund av en mängd litterära lån i Le Petit prince de Belleville. Målet slutade med att hon fick betala totalt 100 000 francs, utöver rättegångskostnader. Femton år senare vann hon ett annat civilmål mot TV-presentatören Michel Drucker, efter uteblivet arvode i samband med ett litterärt samarbete.
1998 bytte Beyala fokus för sitt skrivande. La Petite fille du réverbère ('Den lilla flickan vid gatlyktan') skrevs som en historia om ett utomäktenskapligt barn med författardrömmar, fritt inspirerad av hennes eget liv. För boken fick hon motta den franska Unicef-avdelningens stora pris. Året efter kom Amours sauvages ('Vilda kärlekar'), kretsande omkring en kvinna som genom sin egen förförelseförmåga tar sig ur skuldbeläggandet. 2000 års Comment cuisiner son mari à l’africaine ('Hur servera till sin man på afrikanskt vis') är en roman där varje berättartråd avrundas med ett afrikanskt matrecept.

### 2000-talet, politiska aktiviteter
Under 00-talet ökade mängden politiska och kulturella aktiviteter för Beyala. Hon var aktiv inom Organisation Internationale de la Francophonie och för aids-relaterade projekt. Samtidigt fortsatte romanproduktionen, 2002 med Les Arbres en parlent encore ('Träden talar ännu om det') som har Afrikas koloniala historia som grundtema.
Robert Mugabes zimbabwiska jordreform inspirerade 2005 till La Plantation ('Plantagen'), där Beyala tog ställning för de hotade vita farmare som odlat sin jord i generationer. Två år senare väckte hon återigen politisk uppmärksamhet genom att vid ett statsbesök i Frankrike av Libyens diktator Muammar Gaddhaffi hylla denne för hans panafrikanism. Samma år hade hon kommit med romanen L'Homme qui m'offrait le ciel ('Mannen som erbjöd himlen'), där hon tog upp rasmässiga och sociala fördomar runt de afrikanska invandrarna i Frankrike. 2009 års Le Roman de Pauline fortsatte i samma spår, denna gång med en historia kring de unga invandrare som hamnat i Paris förorter.
Hösten 2009 avled Calixthe Beyalas mor i centralafrikanska Bangui, där hon dittills bott med ett antal av sina barn.

### 2010-talet
2010 inleddes en ny fas i Beyalas skrivande, i samband med att hon skrev manus till en dokumentär om saxofonisten och låtskrivaren Manu Dibango. Samma år fick både hon och Dibango motta den franska Hederslegionen. Senare under året kom Les Lions Indomptables. Cinquante ans de bonheur, en hyllningsbok till Kameruns herrlandslag i fotboll. Året efter deltog hon i debatter omkring den internationella interventionen i Libyen, där hon återigen ställde sig på Gaddhaffis sida och krävde att Afrikanska unionen skulle bryta sina relationer med Frankrike (som deltog i interventionen).

## Privatliv och övrigt
På senare år har Beyala ägnat sig åt ett flitigt resande, bland annat mellan Paris och hennes barndoms Douala. Hon talar fem språk – franska, spanska, modersmålet eton, pidginfranska och sango.
Genom hennes fars frånvaro under uppväxten har hon mest umgåtts med släktingarna på moderns sida. Detta inkluderar mormodern som gav Calixthe hennes förnamn, tillägnades Seul le Diable le savait och figurerat symboliskt i flera andra av romanerna. Namnet på Beyalas mor Andela dyker också upp i handlingen i fyra romaner – alltid i rollen som en moder. Dessutom är Andela namnet på huvudpersonen i L'Homme qui m'offrait le ciel.

## Utmärkelser
- Grand prix littéraire d'Afrique noire för Maman a un amant (Albin Michel, 1993)[26]
- Prix François-Mauriac de l'Académie Française, ainsi que le prix Tropiques för Assèze l'Africaine (1994)
- Grand prix du roman de l'Académie française för Les Honneurs perdus (1996)
- Grand prix de l'Unicef för La Petite fille du réverbère (1998)[27]

- Riddare av Hederslegionen (2010)[28]
- Ordre de la Valeur (2017)[29]